# Râul Ziminel, Suceava
Râul Ziminel este un râu ce izvorăște din Vârful Bucov,  Raionul Storojineț, Ucraina, este afluent de stânga al râului Suceava. Numele râului provine din limba Slavă (ismenelo) și înseamnă izmană.